# Matrimonio igualitario en la República Dominicana
República Dominicana no reconoce el matrimonio o las uniones civiles entre personas del mismo sexo. Adicionalmente, desde 2010 la constitución del país incluye en su artículo 55 una referencia al matrimonio como la unión entre un hombre y una mujer. Aunque este apartado ha sido generalmente visto como una prohibición constitucional al matrimonio igualitario, algunos expertos legales han señalado que no lo es y que lo que expresa es solo una preferencia del Estado hacia el reconocimiento de las uniones heterosexuales por sobre otras uniones.
A pesar de no contar con instituciones jurídicas que reconozcan legalmente sus relaciones en el país, las parejas del mismo sexo pueden acceder a ciertos derechos de propiedad compartida por medio de contratos o convenios de patrimonio. La falta de reconocimiento para parejas homosexuales en ámbitos como el Sistema Dominicano de Seguridad Social ha sido señalada como una de las razones por las que personas LGBT dominicanas buscan migrar del país.

## Historia
Debido al carácter conservador de la sociedad dominicana, el matrimonio igualitario resultó por mucho tiempo un tema controvertido. En 2011, grupos religiosos protestaron en contra la celebración de ceremonias de matrimonio simbólico que algunas parejas LGBT realizaban en hoteles locales, aún cuando los mismos no tenían validez legal alguna. Como respuesta a la situación, la Junta Central Electoral emitió un oficio con el que prohibió estas celebraciones.
Durante el debate en torno a las reformas al Código Civil realizadas por el legislativo en 2013 y 2014, organizaciones feministas y de derechos LGBT como la Red de Voluntarios Amigos siempre Amigos (Revasa) y el Observatorio de Mujeres pidieron a la Comisión de Justicia del Senado la legalización de las uniones de hecho. Sin embargo, la propuesta no fue acogida.
El 30 de diciembre de 2014, una pareja conformada por un ciudadano dominicano y otro de nacionalidad británica celebró en la embajada de Reino Unido de Santo Domingo el primer matrimonio de una pareja del mismo sexo de la historia en territorio dominicano. La pareja pudo casarse debido a que, dado que la ceremonia se celebró en las instalaciones de la embajada, la ley británica de matrimonio igualitario aplicaba en el lugar. No obstante, el gobierno dominicano anunció días después que el matrimonio no sería reconocido en el país.

### Sentencia de la Corte Interamericana de Derechos Humanos de 2018
El 9 de enero de 2018, la Corte Interamericana de Derechos Humanos (Corte IDH) emitió la sentencia de la Opinión Consultiva OC-24/17, en la que dictaminó que los países signatarios de la Convención Americana sobre Derechos Humanos (CADH) debían garantizar los derechos de las parejas del mismo sexo y permitirles acceder a las figuras legales existentes, incluido el matrimonio. Sobre este punto, la sentencia estableció:

El Estado debe reconocer y garantizar todos los derechos derivados del vínculo familiar entre personas del mismo sexo de conformidad con lo dispuesto en los artículos 11.2 y 17.1 de la Convención Americana. (...) de conformidad con los artículos 1.1, 2, 11.2, 17 y 24 de la Convención Americana, es necesario garantizar el acceso a todas las figuras existentes en los ordenamientos jurídicos internos, incluido el derecho a contraer matrimonio. (...) Garantizar la protección de todos los derechos de las familias formadas por parejas del mismo sexo, sin discriminación respecto de las que están constituidas por parejas heterosexuales.

Al ser uno de los países signatarios de la CADH, este dictamen avivó el debate sobre el matrimonio igualitario en República Dominicana. En febrero de 2018, el director de Registro Civil de la Junta Central Electoral afirmó, en relación a los efectos de la opinión consultiva de la Corte IDH, que la única forma de legalizar el matrimonio igualitario en el país sería modificando el artículo 55 de Constitución y la ley 659 sobre Estado Civil.

### Actualidad
En años recientes, el matrimonio igualitario ha continuado en la palestra pública y varias personalidades reconocidas han contraído matrimonio con personas del mismo sexo en países extranjeros. Una de las primeras bodas ocurrió en septiembre de 2018, cuando el maquillista Jhonaly Guzmán y Ángel Trifolio contrajeron matrimonio en Miami. Días después, la pareja realizó una boda simbólica en un hotel de Santo Domingo, que fue calificada por medios de prensa como una de las bodas del año. Otras personalidades que se casaron con personas del mismo sexo en años siguientes incluyeron al presentador de televisión Eliecer Marte, que se casó en 2019, el estilista Reading Pantaleón en 2021, y el productor de teatro José Llano en 2024.

## Opinión pública
El apoyo público al matrimonio igualitario ha aumentado en el país de forma paulatina con el pasar de los años. En 2010, una encuesta realizada por el Barómetro de las Américas halló un apoyo del 12.6%, cifra que aumentó hasta el 19% en la edición de 2016 del barómetro. La encuesta Pulso Dominicano, realizada por Newlink en 2013, reveló que el 55% de la población apoyaba otorgar algún tipo de reconocimiento legal a las parejas del mismo sexo. La encuesta también mostró que el apoyo era mayor entre las personas católicas en comparación con las evangélicas.
En 2015, una encuesta realizada por CID Gallup arrojó que el 78% de dominicanos estaban en contra del matrimonio igualitario,  mientras el 18% estaba a favor y el 4% se encontraba indeciso. Las encuestas de los años siguientes del Barómetro de las Américas, por su lado, mostraron un apoyo de 18.9% en 2019 y 18.2% en 2021. La encuestadora CD Media, en 2023, presentó una nueva encuesta, en la que halló un 17.6% a favor.